# Carlos de Villapadierna
Carlos Josef de Villapadierna y Sierra (León, 1789 - Madrid) fue un condecorado coronel liberal y Mariscal de Campo, héroe de la Guerra de la Independencia, nacido en la casa de Villapadierna en la rama de Castro.
Fue Inspector de Caballería y mandó el Escuadrón Ligero de Madrid, el Regimiento de Caballería de Navarra y fue Comandante de Armas de Reus y de Antequera. Alistado en 1806 en las Reales Guardias de Corps, toma parte en marzo de 1808 en el Motín de Aranjuez a favor del Príncipe de Asturias. Tras acompañar a Fernando VII en su exilio hasta Tolosa, procede a desertar el ejército para no jurar lealtad a José Bonaparte y se presenta en Valladolid.
El Capitán General de Castilla la Vieja, Gregorio de la Cuesta lo comisiona para la Junta Suprema de León y esta lo nombra Comandante del 6.º Tercio de Voluntarios de León, que tiene su bautismo de fuego en la batalla de Medina de Rioseco, siendo herido de bala. 
Defiende Logroño ante el mariscal Ney, se integra en el 6.º Ejército Español y se pone al mando del regimiento de Húsares de Galicia, con los que encara numerosas campañas contra el francés en los llanos de León, en el 2.º Sitio de Astorga y en la Sorpresa de Benavente. En 1813 toma parte en la batalla de Vitoria, y en 1814 acompaña al 4.º Ejército Español hasta la misma frontera de Irún.
Formó parte del Tribunal que, en Valladolid, examinó tras la guerra de Independencia la conducta de los oficiales pero evitó las facciones políticas durante el reinado de Fernando VII. Durante el Trienio Liberal fue nombrado el 21 de agosto de 1822 como el segundo jefe político de la provincia del Vierzo, cargo que decayó el 1 de octubre de 1823 junto con el Gobierno Constitucional. Sin embargo, más tarde obtiene mando en plaza en Navarra, Reus y Antequera y persigue con éxito a numerosas partidas carlistas, tras jurar lealtad a la Reina Regente. Se retira con honores y grado de Mariscal de Campo, fijando su residencia en León a partir de 1849.
Era hijo del político liberal, fundador de la Real Sociedad Económica de Amigos del País de León y vocal de la Junta de León en 1808, Manuel de Villapadierna y Castro.
- Datos: Q5752219

Contrajo matrimonio con Dª Juana de Potous y Joris (1799-?), segunda hija del General D. Juan Damián Potous Moxica (1768-1841) y de Dª Francisca de Joris de Casaviella, Abach y Cavallero. No tuvieron descendencia.